# Игударо, Осо
Осасир Бенджамин «Осо» Игударо (англ. Osasere Benjamin «Oso» Ighodaro; Пустой шаблон {{ВД-Преамбула}} ) — американский профессиональный баскетболист клуба НБА «Финикс Санз».

## Ранние годы и карьера в школе
Родившийся в Месе, штат Аризона, Игударо вырос в Чандлере и учился в средней школе Дэзерт Виста. В среднем он набирал 10 очков, 6 подборов и 2,2 блока за игру, будучи учеником третьего класа. Игударо был оценен как четырёхзвездочный новобранец и решил играть в баскетбол за «Маркетт», отклонив предложения от «Стэнфорда», «Техаса» и «Вандербильта».

## Карьера за колледж
Игударо сыграл в пяти играх во время своего сезона новичка за «Маркетт», прежде чем получил травму и воспользовался функцией «красной майки». Он сыграл во всех 32 играх «Голден Иглз» и в среднем набирал 5,5 очков за игру во время своего следующего сезона новичка в «красной майке». Игударо, по рекомендации тренера Шаки Смарта, провёл следующее лето в тренировках, улучшая свои навыки паса и обращения с мячом, чтобы мог лучше вписаться в стартовый состав «Голден Иглз». Будучи второкурсником, он был включён во вторую сборную конференции Big East, набирая в среднем 11,4 очков, 5,9 подборов, 3,3 передач и 1,5 блок-шота за игру.

## Профессиональная карьера

### Финикс Санз (2024—настоящее время)
27 июня 2024 года Игударо был выбран под 40-м номером командой «Портленд Трэйл Блэйзерс» на драфте НБА 2024 года, однако сразу же в ночь драфта он был обменён в «Финикс Санз». 4 июля он подписал контракт с «Санз». Игударо дебютировал в НБА 24 октября, набрав 2 очка, 6 подборов и блок-шот за более чем 12 минут победной игры против «Лос-Анджелес Клипперс» (116:113). 28 января 2025 года он был отправлен в фарм-клуб «Вэлли Санз» из Джи-Лиги НБА, будучи отозванным на следующий день после дабл-дабла, набрав 18 очков и 18 подборов в победном матче против «Солт-Лейк-Сити Старз».

## Личная жизнь
Он нигерийского происхождения. Несмотря на то, что Игударо вырос в штате Аризона, в то время он не считал себя фанатом «Финикс Санз» из-за их плохой игры в 2010-х годах.

## Статистика

### Статистика в НБА
| Сезон                                                                                    | Команда | Регулярный сезон | Регулярный сезон | Регулярный сезон | Регулярный сезон | Регулярный сезон | Регулярный сезон | Регулярный сезон | Регулярный сезон | Регулярный сезон | Регулярный сезон | Регулярный сезон | Серия плей-офф | Серия плей-офф | Серия плей-офф | Серия плей-офф | Серия плей-офф | Серия плей-офф | Серия плей-офф | Серия плей-офф | Серия плей-офф | Серия плей-офф | Серия плей-офф |
| Сезон                                                                                    | Команда | GP               | GS               | MPG              | FG%              | 3P%              | FT%              | RPG              | APG              | SPG              | BPG              | PPG              | GP             | GS             | MPG            | FG%            | 3P%            | FT%            | RPG            | APG            | SPG            | BPG            | PPG            |
| ---------------------------------------------------------------------------------------- | ------- | ---------------- | ---------------- | ---------------- | ---------------- | ---------------- | ---------------- | ---------------- | ---------------- | ---------------- | ---------------- | ---------------- | -------------- | -------------- | -------------- | -------------- | -------------- | -------------- | -------------- | -------------- | -------------- | -------------- | -------------- |
| 2024/25                                                                                  | Финикс  | 61               | 6                | 17,1             | 60,4             | 0,0              | 58,0             | 3,6              | 1,2              | 0,5              | 0,5              | 4,2              | Не участвовал  | Не участвовал  | Не участвовал  | Не участвовал  | Не участвовал  | Не участвовал  | Не участвовал  | Не участвовал  | Не участвовал  | Не участвовал  | Не участвовал  |
|                                                                                          | Всего   | 61               | 6                | 17,1             | 60,4             | 0,0              | 58,0             | 3,6              | 1,2              | 0,5              | 0,5              | 4,2              | Не участвовал  | Не участвовал  | Не участвовал  | Не участвовал  | Не участвовал  | Не участвовал  | Не участвовал  | Не участвовал  | Не участвовал  | Не участвовал  | Не участвовал  |
| Наведите курсор мыши на аббревиатуры в заголовке таблицы, чтобы прочесть их расшифровку. |         |                  |                  |                  |                  |                  |                  |                  |                  |                  |                  |                  |                |                |                |                |                |                |                |                |                |                |                |

### Статистика в NCAA
| Сезон | Команда | Conf     | Class | GP  | GS | MPG  | FG%  | 3P% | FT%  | RPG | APG | SPG | BPG | PPG  |
| --- | ------- | -------- | ----- | --- | -- | ---- | ---- | --- | ---- | --- | --- | --- | --- | ---- |
| 2020/21 | Маркетт | Big East | FR    | 5   | 0  | 7,6  | 75,0 | -   | 0,0  | 1,2 | 0,4 | 0,2 | 0,2 | 1,2  |
| 2021/22 | Маркетт | Big East | FR    | 32  | 0  | 18,2 | 67,6 | -   | 73,8 | 3,3 | 0,9 | 0,6 | 0,9 | 5,5  |
| 2022/23 | Маркетт | Big East | SO    | 36  | 36 | 31,1 | 66,0 | -   | 54,1 | 5,9 | 3,3 | 0,9 | 1,5 | 11,4 |
| 2023/24 | Маркетт | Big East | JR    | 36  | 36 | 32,5 | 57,6 | 0,0 | 62,3 | 6,9 | 2,9 | 1,1 | 1,3 | 13,4 |
| Всего | Всего   | Всего    | Всего | 109 | 72 | 26,7 | 62,4 | 0,0 | 61,6 | 5,3 | 2,3 | 0,8 | 1,2 | 9,9  |
| Наведите курсор мыши на аббревиатуры в заголовке таблицы, чтобы прочесть их расшифровку Статистика приведена с сайта sports-reference.com |         |          |       |     |    |      |      |     |      |     |     |     |     |      |